# I Capuleti e i Montecchi
Les Capulet et les Montaigu
Pour les articles homonymes, voir Roméo et Juliette (homonymie).
Personnages
- Romeo Montecchi, chef de la famille Montaigu, amant de Giulietta
- Giulietta Capuleti (Juliette), fille de Capellio, amante de Romeo
- Capellio Capuleti, chef de la famille Capulet, père de Giulietta
- Tebaldo (Tybalt), partisan des Capulet, fiancé de Giulietta
- Lorenzo (Laurent), médecin et conseiller de la famille Capulet

Airs
- Acte 1, sc. 3 Se Romeo t’uccise un figlio (Romeo)
- Acte 1, sc. 4 Eccomi in lieta ... Oh quante Volte (Giulietta)
- Acte 1, sc. 7 Qual tumulto! (chœur et Giulietta)
- Acte 2, sc. 11 Ah! crudel! che mai facesti! (Giulietta, Romeo)

I Capuleti e i Montecchi (Les Capulet et les Montaigu) est un opéra en deux actes de Vincenzo Bellini, livret de Felice Romani, d'après les sources italiennes de l'histoire. L'opéra est créé à La Fenice de Venise le 11 mars 1830.

## Rôles et créations
| Personnages       | Tessiture              | Créateur du rôle      |
| ----------------- | ---------------------- | --------------------- |
| Romeo             | Mezzo-soprano travesti | Giuditta Grisi        |
| Giulietta         | soprano                | Maria Carradori-Allan |
| Capellio          | basse                  | Gaetano Antoldi       |
| Tebaldo (Tybalt)  | ténor                  | Lorenzo Bonfigli      |
| Lorenzo (Laurent) | baryton                | Ranieri Pocchini      |

La création française eut lieu le 10 janvier 1833 au Théâtre italien de Paris avec Giuditta Grisi (Romeo), Giulia Grisi (Giulietta) et Giovanni Battista Rubini (Tebaldo).
La création, salle Le Peletier, dans une version française eut lieu le 7 septembre 1859. L'opéra fait son entrée à l'Opéra Bastille en version de concert le 12 juin 1995. Il faut attendre novembre 1996 pour qu'une version scénique soit donnée dans une mise en scène de Robert Carsen.

## Historique
Bellini écrira la musique en moins de six semaines, réutilisant certains fragments de ses opéras antérieurs, Adelson e Salvini et surtout Zaira. 
Pour l'opéra de Bellini, Felice Romani décide de remanier le livret de Giulietta e Romeo, qu'il avait écrit en 1825 pour Nicola Vaccai, déjà inspiré d'une pièce homonyme de 1818 de Luigi Scevola. L'histoire elle-même trouve sa source notamment dans les Nouvelles de Mathieu Bandello et non, contrairement à l'idée reçue, dans la pièce de Shakespeare (qui s'est d'ailleurs lui-même inspiré de Bandello). Dominique Fernandez rapporte quant à lui que l'histoire est inspirée non de Bandello mais d'une pièce antérieure de Luigi da Porto.  
La cantatrice Maria Malibran avait coutume de chanter certaines pages du dernier acte de Nicolas Vaccai qu'elle substituait à celles de Bellini. 
En 1966, dans une célèbre reprise à La Scala de Milan, le chef d'orchestre Claudio Abbado confia le rôle de Roméo à un ténor, Giacomo Aragall.

## Argument
L'action se passe à Vérone au XIIIe siècle.

### Acte I

#### Première scène
Intérieur de la demeure des Capulets. Capellio Capulet demande à ses hommes de se tenir prêt à se défendre contre une éventuelle attaque des  Montaigus. Lorenzo, son conseiller, tente de le raisonner et de mettre fin à la guerre entre les deux clans. Capellio ne veut rien entendre : il veut tuer Romeo, chef des Montaigus et meurtrier de son fils. En échange de son aide, il promet Giulietta en mariage à Tebaldo, le conseiller de la famille Capulet. Un ambassadeur des Montaigus (Romeo, incognito) se présente alors pour tenter une réconciliation entre les deux familles en proposant un mariage entre Giulietta et Romeo. Capellio refuse et annonce le mariage prochain de sa fille avec Tebaldo. Las, Romeo retourne dans son camp préparer ses hommes à un combat inévitable.

#### Deuxième scène
Dans la chambre de Giulietta. Désespérée, Giulietta se résout à son mariage futur avec Tebaldo. Lorenzo, complice des deux amants, entre et introduit secrètement Romeo dans la chambre de Giulietta. Romeo annonce à son amante qu'il a échoué à convaincre Capellio de les marier. Il tente alors de convaincre Giulietta de s'enfuir avec lui, mais cette dernière, déchirée entre son amour pour Romeo et ses devoirs filiaux, refuse.

#### Troisième scène
Dans la demeure des Capulets. Romeo, déguisé en Capulet, s'introduit secrètement dans la demeure afin d'interrompre le mariage de Giulietta et Tebaldo. Il tente à nouveau de convaincre la jeune fille quand ils sont surpris par Capellio et Tebaldo. Romeo est sauvé grâce à ses hommes, camouflés dans la demeure. Une lutte éclate entre Capulets et Montaigus.

### Acte II

#### Première scène
Dans la demeure des Capulets. Après la bataille, Giulietta est rassurée par Lorenzo sur le sort de son amant. Lorenzo lui propose d'absorber un philtre qui lui donnera l'apparence d'une morte. Elle sera alors transportée dans le caveau des Capulets où Romeo l'attendra. Capellio surgit et, de peur, Giulietta avale le philtre, demandant pardon à son père qui lui refuse. Capellio se retire et ordonne à ses hommes de surveiller Lorenzo.

#### Deuxième scène
Devant la demeure des Capulets. Alors que Romeo n'a aucune nouvelle de Lorenzo, il décide d'entrer chez les Capulets pour le chercher. Tebaldo, son rival, surgit alors et s'engage un duel. Interrompant la lutte, un chœur funèbre entre en pleurant la mort de Giulietta, faisant ainsi cesser le combat entre les deux hommes. 

#### Troisième scène
Dans le caveau des Capulets. Romeo réussit à pénétrer dans la tombe et, voyant Giulietta allongée, de désespoir il s'empoisonne. Giulietta se réveille alors et voit son amant qui agonise. Giulietta se donne alors la mort, tandis qu'entrent les Capulets et les Montaigus.

## Numéros
- Ouverture

Ier Acte
- 1 Introduction, chœur et récitatif
  - Chœur – Aggiorna appena
  - Récitatif – O di Capellio generosi amici
- 2 Cavatine, trio et chœur – È serbata a questo acciaro (Tebaldo, Capellio, Lorenzo)
- 3 Récitatif, cavatine et chœur
  - Récitatif – Ma già vêr noi s’avvia
  - Cavatine et chœur – Se Romeo t’uccise un figlio (Romeo)
- 4 Scène et romance
  - Scène – Eccomi in lieta vesta
  - Romance – Oh! quante volte, oh! quante (Giulietta)
- 5 Récitatif et duo – Propizia è l’ora
- 6 Duo – Sì, fuggire (Romeo, Giulietta)
- 7 Chœur et récitatif
  - Chœur – Lieta notte, avventurosa
  - Récitatif– Deh! per pietà t’arresta
- 8 Quatuor et final – Qual tumulto!

IIe Acte
- 9 Scène, air et chœur
  - Scène – Né alcun ritorna! (Giulietta)
  - Air avec chœur – Morte io non temo, il sai (Giulietta)
- 10 Scène et duo
  - Scène – Deserto è il loco
  - Duo – Stolto! ad un sol mio grido (Tebaldo, Romeo)
- 11 Chœur, grande scène, cavatine et duo
  - Chœur – Siam giunti
  - Cavatine – Deh! tu bell’anima (Romeo)
  - Duo – Ah! crudel! che mai facesti! (Giulietta, Romeo)

## Discographie sélective
- Fiorenza Cossotto (Romeo), Antonietta Pastori (Giulietta), Renato Gavarini (Tebaldo), Ivo Vinco (Lorenzo), Lorin Maazel (dir), chœur et orchestre symphonique della RAI di Roma, enregistré en public à Rome le 23 janvier 1957, réed. Cantus Classics, 2008
- Janet Baker (Romeo), Beverly Sills (Giulietta), Nicolai Gedda (Tebaldo), Robert Lloyd (Capuleti), Raimund Herincx (Lorenzo), John Alldis Choir, New Philharmonia Orchestra, Giuseppe Patane (EMI, 1975)
- Agnes Baltsa (Roméo), Edita Gruberova (Juliette), Gwynne Howell (Capello), Dano Raffanti (Tebaldo), John Tomlinson (Lorenzo) - Live, Royal Opera House Covent Garden, Riccardo Muti (EMI, 1985).
- Jennifer Larmore (Romeo), Hei Kyung Hong (Giulietta), Paul Groves, Robert Lloyd - Scottish Chamber Choir, Scottish Chamber Orchestra,  Donald Runnicles (Warner/Teldec, 1998)
- Elīna Garanča (Romeo), Anna Netrebko (Giulietta), Joseph Calleja (Tebaldo), Tiziano Bracci (Capellio), Robert Gleadow (Lorenzo) - Wiener Singakademie, Wiener Symphoniker, Fabio Luisi DG 2009

## Sources
- Harold Rosenthal, John Warrack, Roland Mancini et Jean-Jacques Rouveroux, Guide de l'opéra, Paris, Fayard, coll. « Les indispensables de la musique », 1995, 968 p. (ISBN 978-2-213-59567-2)